# Edward Davis (bucaniere)

La bandiera di Edward Davis

Edward Davis, indicato anche come Davies (Inghilterra, ... – Inghilterra, 1688), è stato un pirata inglese.

## Biografia

### I primi anni
Le prime notizie certe su Edward Davis, di probabili antenati fiamminghi,  lo indicano a bordo della Pacific Adventure guidata da Bartholomew Sharp e da John Coxon, nel 1680. In precedenza parrebbe già essere stato pirata nei Caraibi,  sotto la guida del comandante Yankey Willems ed il suo gruppo di marinai francesi. Poi si trasferì a bordo della nave del capitano pirata Jean Tristian, ma la ciurma si ammutinò a Petit-Goâve, a sudovest di Port-au-Prince presso Santo Domingo (moderna Haiti). Davis allora si unì al gruppo del capitano pirata John Cook e salpò con lui giungendo nell'aprile del 1683 a Chesapeake Bay, dove incontrò William Dampier.
Prima di servire come navigatore con altri pirati tra i quali James Kelly, lasciò l'attività in quell'area per un periodo e tornò a Panama con John Cook.

### Davis e Cook
Il 23 agosto 1683, mentre stava vendendo delle navi catturate in Virginia, Davis concordò di unirsi a una spedizione piratesca come quartiermastro sotto il comando del pirata John Cook. Facendo vela ad est, il gruppo catturò la Delight (di 36 cannoni) al largo dell'Africa occidentale, davanti alla Guinea. Salparono poi per il Pacifico nel novembre del 1683 in direzione Capo Horn, e Davis e altri si unirono al bucaniere John Eaton per razziare le città spagnole lungo le coste del Sudamerica.
Nel marzo del 1684, la Delight incontrò la Nicholas, comandata dal capitano John Eaton, al largo di Valdivia. Insieme salparono verso le isole Juan Fernandez dove vennero accolti da un gruppo di indiani Miskito, rimasti abbandonati per un inconveniente nel gennaio del 1681 dal capitano Bartholomew Sharp. Il 3 maggio, i capitani Cook ed Eaton fecero vela verso le Galapagos.
A seguito della morte di Cook il 19 luglio 1684, la ciurma della Delight elesse Davis quale suo successore comandante. La spedizione si trovò ben presto in gravi difficoltà dopo un fallito attacco a El Realejo, in Nicaragua, che portò alla partenza di Eaton e ad alcune incursioni su Paita (Perù) e Guayaquil (Ecuador) che fruttarono bottini di scarso valore, e la conquista di alcune navi e di 15 schiavi,  che vennero liberati a patto che si unissero alla ciurma.
Tornato a Panama, Davis razziò una nave spagnola che trasportava argento dal Perù in Spagna prima di unirsi alle forze dei pirati Francois Grogniet, Pierre le Picard e Francis Townley. Davis salpò per Port St Helena. Tornando in Ecuador, incontrò la Cygnet il 2 ottobre, al comando di Charles Swan e di Peter Harris (nipote del pirata omonimo ucciso nella Pacific Adventure appena quattro anni prima) e li persuase ad unirsi alla sua spedizione.
Con la Delight, la Cygnet e varie altre imbarcazioni più piccole conquistate agli spagnoli, condusse un attacco a Panama che si rivelò fruttuoso. Poi pianificarono di attaccare la flotta tesoriera peruviana, ma gli ufficiali spagnoli riuscirono a trasferire per tempo 500.000 pesos a bordo di due galeoni scortati da tre piccole navi da guerra che riuscirono a salpare verso ovest indisturbati. Rimasti in attesa del passaggio della flotta tesoriera, Davis e gli altri furono intercettati dalla guardia costiera spagnola in Perù l'8 giugno, e dovettero fuggirono inseguiti dalle navi spagnole sino all'isola Corba.

### Rottura con Grognier
Dopo questa sconfitta, Davis discusse a lungo con Grognier, e molti pirati incolparono quest'ultimo di mancanza di prontezza nell'intervento, al punto che Davis preferì proseguire le sue avventure con Swan, Townley, Harris, e William Knight da settembre, salpando a bordo di otto navi con 640 bucanieri al proprio seguito.
Il 1º gennaio 1685, Davis attaccò una nave sorpresa al largo di Lima, quindi riprovò a catturare la flotta tesoriera diretta a Panama. Il 7 gennaio Davis e Swan salparono alla volta di Pear Island per intercettare la flotta tesoriera, che il 28 maggio infine venne avvistata, ma che aveva già sbarcato il carico a La Villa; allora Davis ridistribuì le navi dei suoi bucanieri nella baia di Panama. I pirati, in quella che divenne nota come la battaglia di Panama, furono superati per numero dagli spagnoli almeno di 10 a 1, e la battaglia fu comunque di esito incerto. Davis e Swan con due navi si divisero dal gruppo e si portarono a razziare Leone e Realejo, anche se con pochi risultati, e ci fu poi anche la partenza di Swan e Townley alla volta del Messico, mentre Harris morì come gran parte dei suoi uomini di febbre gialla in Honduras. Quindi il gruppo si divise completamente il 25 agosto 1685. Dampier salpò ad ovest verso il Pacifico e le indie orientali, mentre Davis rimase con William Knight a razziare gli insediamenti costieri di Perù e Cile, con le scorte di cibo che andavano diminuendo.  Giungendo alle isole Juan Fernández a novembre, Davis e Knight decisero di dividere il bottino concedendo a ciascun membro della loro ciurma la somma di 1150 sterline secondo le memorie di Raveneau de Lussan poi Knight partì alla volta dei Caraibi. Davis trascorse il Natale del 1685 alle isole Juan Fernandez e la sua ciurma riportò la notizia del terremoto di Callao e Lima a 450 km di distanza, alle 4 del mattino.
Davis successivamente razziò denaro, gioielli e argento per un valore di 25.000 sterline dalla città di Zaña, in Perù, nel marzo del 1686. Recuperò 39 schiavi africani che vennero liberati ed uniti alla ciurma a Paita. Razziò cinque altri villaggi tra maggio e giugno di quell'anno, incluso La Serena dove molti sacerdoti ed ufficiali morirono nel tentativo di difendere il tesoro cittadino sino a quando i difensori di Pisco non si accordarono per il pagamento della somma di 5000 sterline per vedere risparmiata la propria città. Davis continuò con 80 uomini i suoi attacchi e razziò 10.000 sterline ad Arica nel febbraio del 1687. Dai prigionieri degli spagnoli che liberò, venne a sapere che gli spagnoli avevano l'intenzione di inviare uno squadrone dal Perù contro il capitano Pierre le Picard, e allora si portò a Guayaquil nel maggio di quell'anno in aiuto dell'amico bucaniere francese per sconfiggere il nemico comune, ricavandone la somma di 50.000 sterline. Lasciando Guayaquil il 12 giugno, Davis si fermò alle isole Galapagos ed alle isole Juan Fernandez e probabilmente avvistò la Davis Land portandosi verso Capo Horn, nel suo viaggio di ritorno dalle colonie americane.
Davis e la Delight giunsero nelle Indie occidentali all'inizio del 1688 e sbarcarono a maggio a Filadelfia. Con Lionel Wafer e John Hingson, Davis venne arrestato il 22 giugno 1688 per pirateria in Virginia. Il 26 giugno 1688 al suo processo, Davis negò ogni azione piratesca, dicendo di aver risieduto in Giamaica negli ultimi sette anni, ma venne contraddetto da un suo servitore, Peter Cloise, nella sua testimonianza del 16 agosto 1688; Davis si appellò quindi al proclama di re Giacomo II sulla pirateria, emesso nel 1685. Ma nell'ottobre del 1686, Lord Sunderland aveva emesso un atto che regolava commercio, piantagioni e sicurezza nelle colonie americane, in base a cui fu possibile procedere col processo. Davis e i suoi vennero poi perdonati dal Re in base al 1687/8 Act of Grace.
Nell'agosto del 1689, il Consiglio della Virginia ordinò ai bucanieri di fare ritorno in Inghilterra, dove giunsero nel novembre di quello stesso anno, ma senza il loro denaro.
Nel dicembre del 1687, la spedizione di Davis nel suo viaggio verso Capo Horn aveva scoperto un ammasso di terra a 500 leghe a sud delle Galapagos, che divenne nota come Davis Land.

### Gli ultimi anni
Davis tornò in Inghilterra nel 1690 e riuscì a ottenere gran parte delle proprietà della sua famiglia nel giro di due anni. La Corona, ad ogni modo, mantenne per sé 300 sterline del patrimonio di Davis che servirono per la costruzione del College of William and Mary a Williamsburg, in Virginia.
La Delight venne venduta ad alcuni suoi ex marinai e salpò per l'Oceano Indiano sotto la guida del capitano George Raynor (poi pirata).
Si dice che Davis sia stato uno dei primi bucanieri a seppellire il proprio tesoro alle Isole dei Cocchi, una somma paragonabile a 300.000 sterline in lingotti d'argento, monete e preziosi provenienti dal Perù e dal Cile.